# Star Hawkins
Star Hawkins es un personaje ficticio, un detective de historietas de Ciencia Ficción, que pertenece a la editorial DC Comics, debutó como personaje en las páginas de la revista mensual Strange Adventures Vol. 1 #114 (marzo de 1960). Star Hawkins, siempre va acompañado con su fiel androide sirviente y compañera, la fembot Ilda, y cuyas apariciones en conjunto se extendieron hasta más o menos unos 21 números (justamente, hasta el #135 de la serie mencionada), pero que posteriormente a las historias en Strange Adventures, se trasladaron y se convirtieron en apariciones cortas como personaje invitado, en otros cómics antes de aparecer asesinado en las páginas de la miniserie limitada Mystery in Space Vol.2 #2 (diciembre del 2006). Los personajes fueron creados por John Broome y Mike Sekovsky.

## Historial de su publicación
Star Hawkins apareció durante 21 números de la serie mensual Strange Adventures, por la cual su primera historia, se denominó The Case of the Martian Witness, en Strange Adventures Vol. 1 114 (marzo de 1960), siendo escrito por su creador original, John Broome y dibujado por el cocreador, Mike Sekowsky y Bernard Sachs, bajo la supervisión editorial de Julius Schwartz. Una serie de historias entre 8/9 páginas se publicaron que se rotaban con otras dos series, los Atomic Knights y Museo Espacial, y aparecería cada tercer número de Strange Adventures Vol. 1 entre el #119 al #158 (entre agosto de 1960 a noviembre de 1963), todas escritas con el equipo Broome-Sekowsky-Sachs y en el #162 (marzo de 1964) fue escrito por France Herron. Luego de que Jack Schiff asumiera las riendas editoriales de Strange Adventures, trajo de vuelta a Star Hawkins de nuevo en el #173 (febrero de 1965), presentandolo de nuevo en cada tercer número hasta el #185 (febrero de 1966), esta vez escrito por Dave Wood y Gil Kane. Star Hawkins nunca tuvo una aparición de portada de Strange Adventures.
Más adelante, regresaría para una historia titulada, Whatever will happen to Star Hawkins en el cómic DC Comics Presents Vol. 1 #33 (mayo de 1981), una historia de 8 páginas de Mike Tiefenbacher (un escritor independiente que por aquel entonces era editor de la revista de historietas The Comic Reader (TCR)), junto con los artistas Alex Saiviuk y Vince Coletta. Las demás otras apariciones de Star Hawkins fueron en la miniserie no canónica Twillight (1990) de Howard Chaykin y su muerte durante la miniserie limitada Mystery in Space Vol.2 #2 (diciembre del 2006), escrito por Jim Starlin.

## Biografía de personaje ficticio
Star Hawkins, es un investigador privado desanimado que vive en New City, en la Tierra a mitad del siglo XXI. Él aparece por primera vez en el año 2079, como recepcionista de robots, junto con un cuerpo de perros de limpieza, que por lo general, siempre estaba al lado de una robot llamada Ilda (Una fembot F2324), que había sido comprada en la Factoría Super Secreta de Robots. Como Star siempre tenía problemas de dinero, Ilda es empeñada regularmente, (aunque Star siempre promettía que sería la última vez que lo hacía). Aunque es un detective agudo con habilidades atléticas, normalmente ilda exhibía la inteligencia del dúo en los casos cuando hacen pareja en las investigaciones, debido a esto, su inteligencia y su poder para resolver crímenes le permitió ser una aliada crítica para derrotar a los Zips (Criminales), además, poseía una capacidad telepática de baja potencia cuya poderosa habilidad permitía que sus capacidades fueran parte de su base estándar en sus principales funciones, ya que estaba basado en los modelos de fabricación basados en Ilda, además también poseía otras capacidades excepcionales típicas de un robot.
Su primer caso conocido se produjo cuando se le paga por buscar un marciano a quien se le pa´go por esconderse para evitar ser testigo de la propiedad de una mina que produce joyas de gran valor, que él resuelve por su cuenta. Sin embargo, para sus próximos casos es Ilda quien accidentalmente detien una operación de estafa de apuestas y falsificación, luego de frustrar el robo y la estafa, su ayudante robot aparece de nuevo empeñada, a pesar de tomar un nuevo trabajo, Star se lastima mientras luchaba contra Hombres de Metal de Andrómeda. Eventualmente, la reputación de Star le permite obtener un trabajo en el Centro Nacional de Ciencias, la agencia que se encarga de aplicar las leyes terrestres, a pesar de esto, no consigue resolver sus problemas de dinero.
Los casos de Star Hawkins a menudo tienen una ventaja humorística: una vez que Ilda limpia accidentalmente el apartamento equivocado (en el año 2079 toda persona posee un apartamento con los mismos muebles y accesorios en el mismo hogar) sin saberlo, detiene un plan de invasión alienígena tramado en el piso superior donde Hawkins vivía causando un terrible daño - apartamento del piso de arriba - invasión alienígena". A Ilda temporalmente se le diagnostica ser un robot criminal loco, porque literalmente "tenía un tornillo suelto", además, se enamora de un robot que es parte de un plan alienígena de invasión e intenta tener una carrera en el cine (como Scarlet O'Toole en Gone With the Rust - como un robot que se parece a Cary Grant), a pesar de que estaba siendo engañada por la información que poseía sobre Star.
Ilda irrumpe en otro caso cuando, al estar celosa de Star hacia una rubia deslumbrante, descubre accidentalmente un anillo espía interplanetario, aunque sus "tubos de intuición" estaban equivocados por primera vez: la rubia no era parte de una pandilla sino un agente encubierto del gobierno que se había infiltrado en ellos. Poco después Ilda recibiría una descarga eléctrica masiva que altera sus circuitos haciéndole pensar que es la criminal "The Slinker from Saturn" Se enfrentarían a un grupo de terroristas espaciales, la "Liga de los Cinco Planetas", en más de una ocasión; en una ocasión frustraron un plan para robar unos códigos de seguridad por el cual buscaban atacar una serie de bases planetarias terrestres en el espacio exterior, pero serían derrotados nuevamente en su último caso en más de quince años después.
En tres ocasiones, por mala suerte, Star Hawkins e Ilda se convirtieron en catalizadores de cambios significativos por los derechos de los robots. Ilda se salva de ser rechazada, llegando al final de su vida como modelo de robot, que el gobierno le concedió un reconocimiento debido a su utilidad en la resolución de crímenes. Tanto ella como Star reciben una medalla de Valor y casualmente guardan todos los demás modelos robots de sus específicaciones para evadir la ley de la obsolescencia. Star e Ilda también serían fundamentales para lograr cambiar las reglas apartheid que se implementaban a los robots cuando buscaban resolver un caso en un hotel resort en el cinturón de Asteroides. Antes de este caso, los robots se clasificaban como servidores y no se permitían en los hoteles, sino que se los obligaba a permanecer fuera de estos recintos. Después de que Ilda se introduce como contrabando en el hotel y Star y ella logran evitar un crimen, esta ley es derogada. Su tercera historia legal se produce cuando Star se retira y todos los robots logran su libertad y el derecho a un "emparejamiento vitalicio" debido al fuerte heroísmo que Ilda inspiró para los demás robots.
Star Hawkins se retira hacia el año de 2092, luego de haber derrotado por última vez a la "Liga de los Cinco Planetas" y ganar 250 millones de créditos como recompensa. Se casa con Stella Stearling, una chica que había estados cuidando durante su último caso, y de quien era descendiente del profesor Miller Sterling, el creador de "Automan"; mientras que Ilda se casa con Automan. Posteriormente, abren la "Academia de Detección de Robots Hawkins-Sterling" y Automan e Ilda se convierten en Jefes de Facultad, entrenando a robots como detectives privados..
En algún punto del tiempo después, Star viaja en el tiempo hasta el siglo XX, aunque se desconoce cómo y porqué. Eventualmente él comienza a vivir en Hardcore Station, una estación espacial comercial corrupta con una población de varios millones de seres, y que se encontraba en una zona espacial libre de civilizaciones comerciales. Ahora, una figura trágica, vivió cerca de los Stardocks como sólo un anciano que se dedicaba a ver naves espaciales que despegaban y aterrizaban. En esta ocasión. Star perdió su licencia como investigador privado, y se encontraba de nuevo a su suerte y con problemas de alcohol: el Capitán Cometa se le reconoce como su único amigo conocido en esta última etapa. Nadie estaba seguro de quien o qué era, Cometa, lo describió como más que un loco,siempre afirmando que procedía del futuro cada vez que se emborrachaba. Una Ilda desactivada cuelga dañada y rota en su habitación como una simple marioneta; aunque Cometa se ofrece ayudarlo para solucionar sus problemas, Star no lo permitirá porque, nunca podríamos conseguir que su vieja chica volviera ser como era antes, y que para Star Hawkins, era historia antigua. Y que el no quisiera que lo viera... como... poco tiempo después, Star Hawkins fallecería siendo asesinado por un telépata rebelde.

## Poderes y habilidades
Star hawkins no es un ser con poderes como se caracteriza generalmente a otros metahumanos, sin embargo, posee una gran inteligencia y un ojo agudo para la deducción, es atlético y físicamente rápido, y lleva consigo una pistola láser de rayos. Es conocido por usar un Spray para crear u disfraz instantáneo para parecerse a un anciano.
Ilda es muy inteligente y puede usar una variedad de habilidades como robot: fuerza, poderes supersonicos, y puede disparar unos pernos eléctricos así como utilizar poderes de calor al sobrecargar sus transistores o usar un rayom infrarrojo (que normalmente es utilizado para cocinar en emergencias). Además, posee rayo-X superpoderosos, que le permite ver a través de las paredes, y en cierta medida la capacidad de utilizar telepatía y posee unos "tubos de intuición"que le permiten advertir el peligro (a veces si se trata de otras mujeres). Ella es inmune a los rayos de disparos de cualquier arma, y puede analizar muestras del suelo para llevar a cabo pruebas forenses.

## Otras versiones
Una versión de Star Hawkins apareció en la miniserie Twillight de Howard Chaykin y José Luis García López en 1990. En esta versión, su verdadero nombre es Axel Starker, el hermano distanciado de Jon Starker, alias Manhunter 2070. Él es amargado y retorcido, con un profundo resentimiento hacia Ilda, diciéndole que habría echado a perderla años atrás si se lo hubiesen permitido. Finalmente, John Starker se fusiona con Ilda y muere en un ataque contra el loco dictador Tommy Tomorrow.

### Los Nuevos 52
Una nueva versión canónica de Star Hawkins apareció en el cómic Thereshold, creado por Keith Giffen.

## Reimpresion de sus aventuras
La primera historia de Star Hawkins se reimprimió en la serie de antología de tapa blanda de DC Comics, titulada, "Biblioteca de Pulp Fiction: Mystery in Space" (DC Comics, 1999) ISBN 1-56389-494-7.